# Грејбал (Вајоминг)
Грејбал (енгл. Greybull) град је у америчкој савезној држави Вајоминг.

## Демографија
По попису из 2010. године број становника је 1.847, што је 32 (1,8%) становника више него 2000. године.
| Група             | 2000.         | 2010.         |
| Белци             | 1.690 (93,1%) | 1.612 (87,3%) |
| Афроамериканци    | 2 (0,1%)      | 7 (0,4%)      |
| Азијати           | 7 (0,4%)      | 4 (0,2%)      |
| Хиспаноамериканци | 86 (4,7%)     | 198 (10,7%)   |
| Укупно            | 1.815         | 1.847         |